# Bagneaux-sur-Loing
Pour les articles homonymes, voir Bagneaux et Loing (homonymie).
Bagneaux-sur-Loing est une commune française située dans l'arrondissement de Fontainebleau, dans le département de Seine-et-Marne, en région Île-de-France.
En 2022, elle compte 1 582 habitants.

## Géographie

### Localisation
La commune de Bagneaux-sur-Loing se trouve au sud-est du département de Seine-et-Marne, en région Île-de-France, entre Nemours au nord et Montargis au sud dans la vallée du Loing.
Elle se situe à 38,86 km par la route de Melun, préfecture du département, à 22,34 km de Fontainebleau, sous-préfecture, et à 6,28 km de Nemours, bureau centralisateur du canton de Nemours dont dépend la commune depuis 2015.
La commune fait en outre partie du bassin de vie de Nemours.
Les communes les plus proches sont : 
Faÿ-lès-Nemours (2,3 km), Poligny (3,1 km), La Madeleine-sur-Loing (3,2 km), Ormesson (4,1 km), Saint-Pierre-lès-Nemours (4,2 km), Nemours (4,3 km), Darvault (4,9 km), Bougligny (5,4 km).
| Saint-Pierre-lès-Nemours | Nemours                 |                   |
| Faÿ-lès-Nemours          | Bagneaux-sur-Loing      | Poligny           |
| Bougligny                | La Madeleine-sur-Loing, | Souppes-sur-Loing |

### Géologie et relief
Le territoire de la commune se situe dans le sud du Bassin parisien, plus précisément au nord de la région naturelle du Gâtinais.
Géologiquement intégré au bassin parisien, qui est une région géologique sédimentaire, l'ensemble des terrains affleurants de la commune sont issus de l'ère géologique Cénozoïque (des périodes géologiques s'étageant du Paléogène au Quaternaire) et du Crétacé supérieur,.

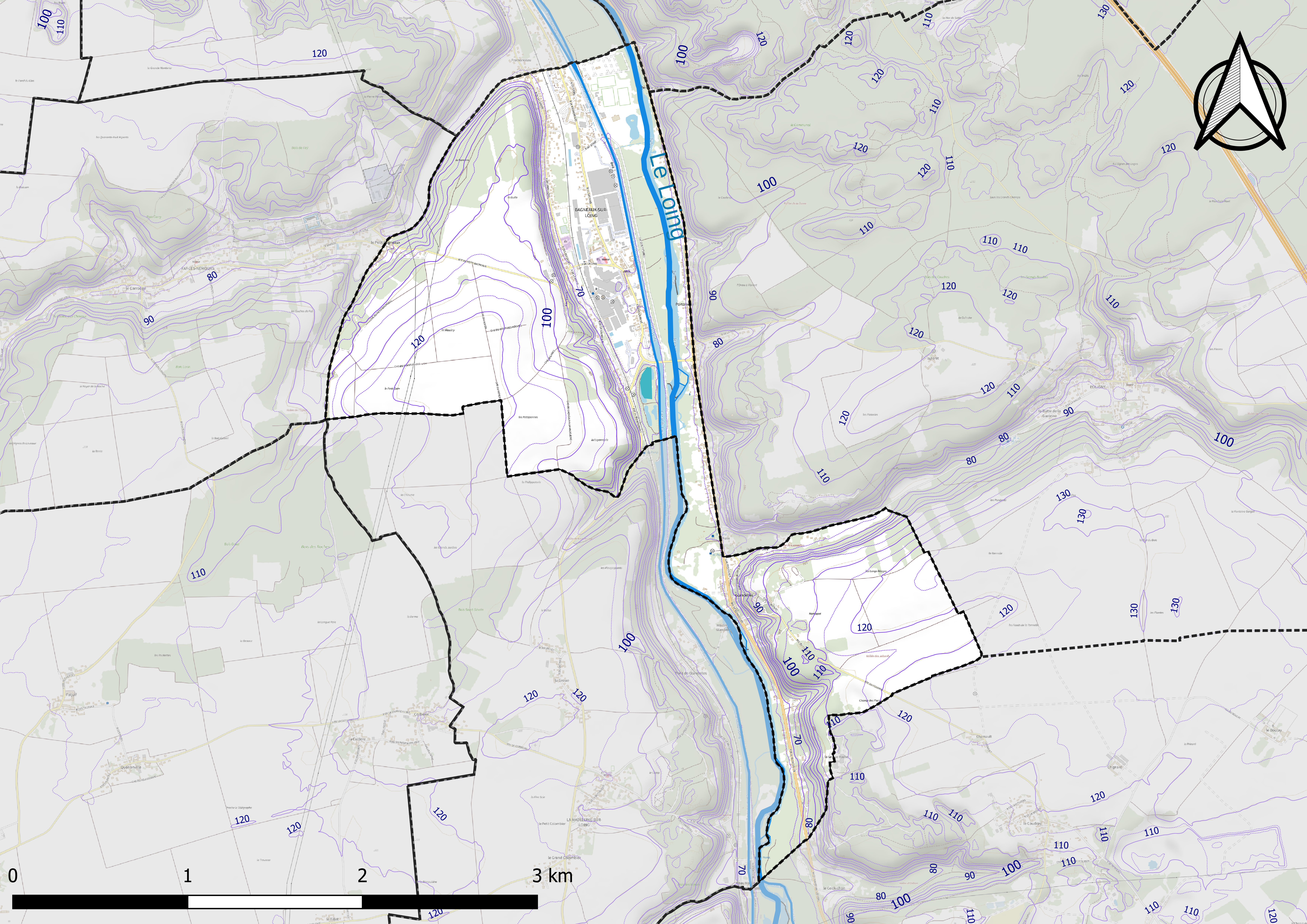
Carte du relief de Bagneaux-sur-Loing.
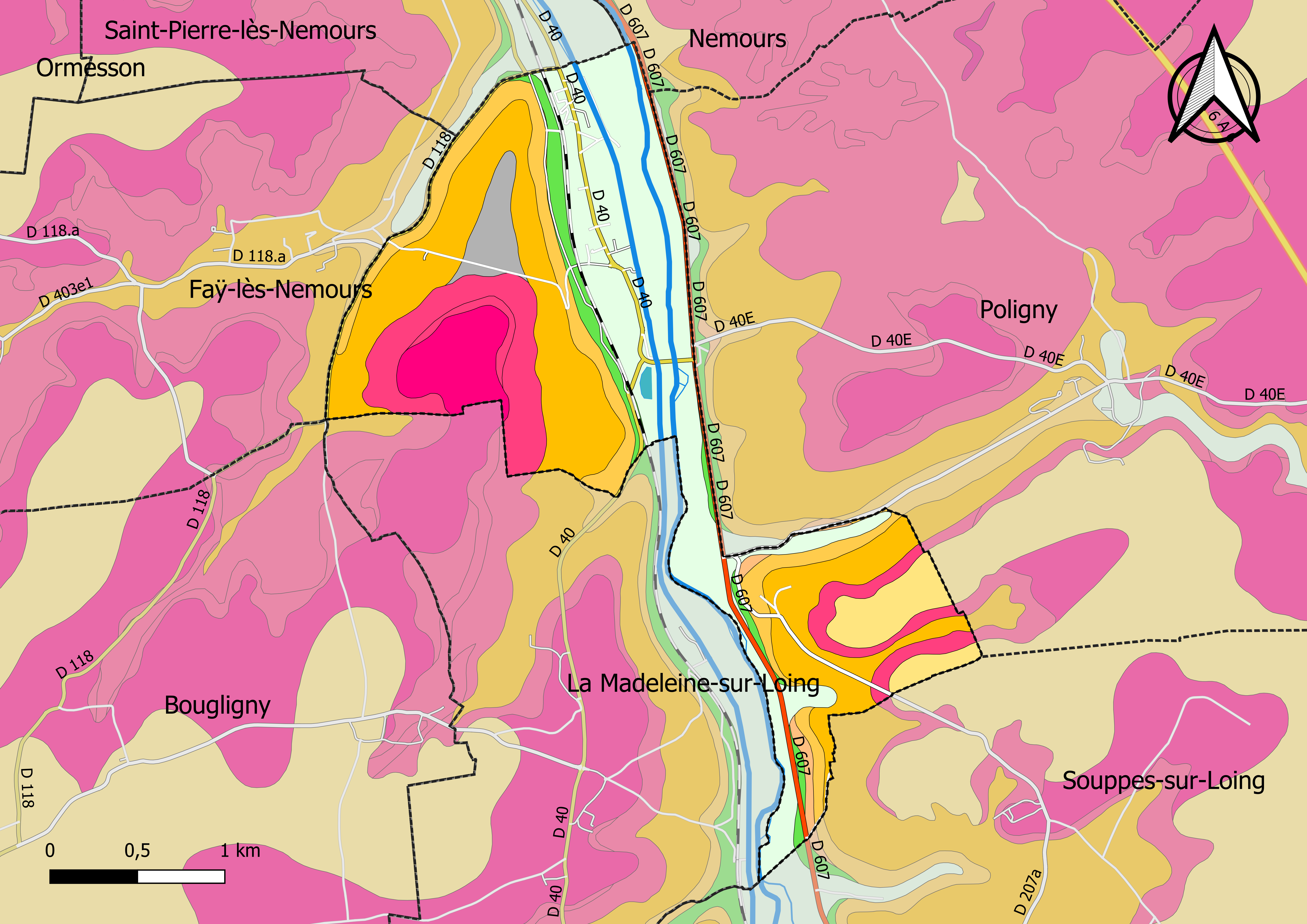
Carte géologique vectorisée et harmonisée de Bagneaux-sur-Loing.

|  | LP : | Limon des plateaux de composition argilo-marneuse.                                                             |
|  | Fz : | Alluvions récentes : limons, argiles, sables, tourbes localement.                                              |
|  | Fy : | Alluvions anciennes (basse terrasse de 0–10 m) : sables et graviers, colluvions, alluvions et apports éoliens. |

|  | g1CE : | Calcaire d'Étampes, meulières, marnes, calcaires du Gâtinais.                                        |
|  | g1GF : | Grès de Fontainebleau en place ou remaniés (grésification quaternaire de sables Stampiens dunaires). |
|  | g1SF : | Sables de Fontainebleau, accessoirement grès en place ou peu remanié (versant).                      |

|  | e7C :  | Calcaire de Champigny, Calcaire de Château-Landon, marnes de Nemours.             |
|  | e4AP : | Argile plastique sables et grès.                                                  |
|  | e4PP : | Poudingue à chailles conglomérat à silex, formation de Pers-en-Gâtinais (Loiret). |

|  | C5Cr-BE : | Craie blanche à silex à Belemnitida. |

### Hydrographie

#### Réseau hydrographique

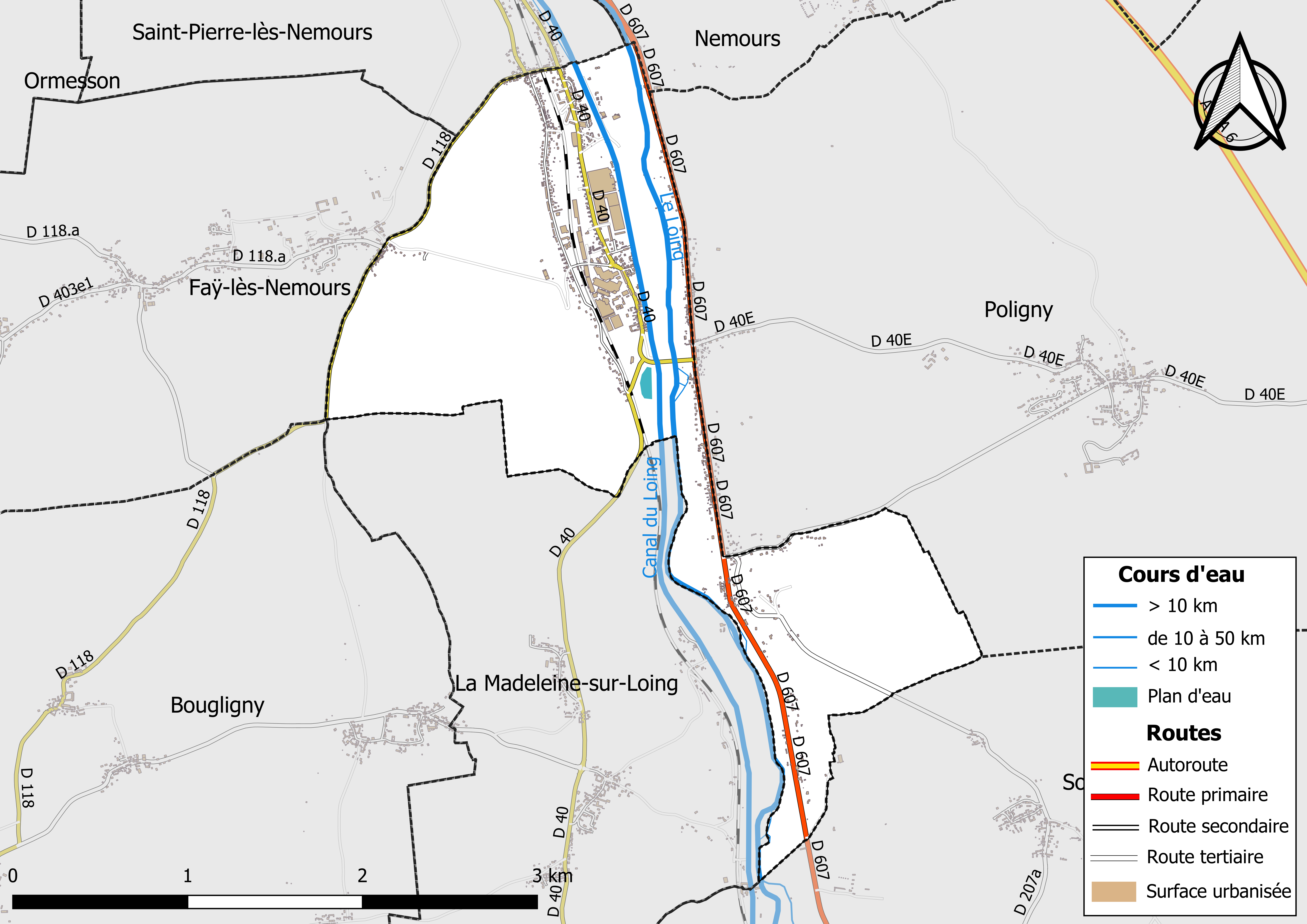
Carte des réseaux hydrographique et routier de Bagneaux-sur-Loing.

Le réseau hydrographique de la commune se compose de huit. cours d'eau référencés :
- la rivière le Loing, longue de 142,73 km[8], affluent en rive gauche de la Seine, ainsi que :
  - un bras de 0,06 km[9] ;
  - un bras de 0,13 km[10] ;
  - un bras de 0,29 km[11] ;
  - un bras de 0,29 km[12] ;
  - le canal 01 du Manoir de Beau Moulin, 1,40 km[13], qui conflue avec le Loing .
- le canal du Loing, long de 45,90 km[14] ;
  - le canal 01 de Chaintreauville, 2,38 km[15], qui conflue avec le canal du Loing.

La longueur totale des cours d'eau sur la commune est de 6,54 km.

#### Gestion des cours d'eau
Afin d’atteindre le bon état des eaux imposé par la Directive-cadre sur l'eau du 23 octobre 2000, plusieurs outils de gestion intégrée s’articulent à différentes échelles : le SDAGE, à l’échelle du bassin hydrographique, et le SAGE, à l’échelle locale. Ce dernier fixe les objectifs généraux d’utilisation, de mise en valeur et de protection quantitative et qualitative des ressources en eau superficielle et souterraine. Le département de Seine-et-Marne est couvert par six SAGE, au sein du bassin Seine-Normandie.
La commune fait partie du SAGE « Nappe de Beauce et milieux aquatiques associés », approuvé le 11 juin 2013. Le territoire de ce SAGE couvre deux régions, six départements et compte 681 communes, pour une superficie de 9 722 km2. Le pilotage et l’animation du SAGE sont assurés par le Syndicat mixte du pays Beauce Gâtinais en Pithiverais, qualifié de « structure porteuse ».

### Climat
Pour des articles plus généraux, voir Climat de l'Île-de-France et Climat de Seine-et-Marne.
En 2010, le climat de la commune est de type climat océanique dégradé des plaines du Centre et du Nord, selon une étude du CNRS s'appuyant sur une série de données couvrant la période 1971-2000. En 2020, Météo-France publie une typologie des climats de la France métropolitaine dans laquelle la commune est exposée à un climat océanique altéré et est dans la région climatique Nord-est du bassin Parisien, caractérisée par un ensoleillement médiocre, une pluviométrie moyenne régulièrement répartie au cours de l’année et un hiver froid (3 °C).
Pour la période 1971-2000, la température annuelle moyenne est de 11,2 °C, avec une amplitude thermique annuelle de 15,7 °C. Le cumul annuel moyen de précipitations est de 695 mm, avec 10,6 jours de précipitations en janvier et 7,4 jours en juillet. Pour la période 1991-2020, la température moyenne annuelle observée sur la station météorologique la plus proche, située sur la commune de Nemours à 4 km à vol d'oiseau, est de 12,0 °C et le cumul annuel moyen de précipitations est de 690,3 mm,. Pour l'avenir, les paramètres climatiques de la commune estimés pour 2050 selon différents scénarios d'émission de gaz à effet de serre sont consultables sur un site dédié publié par Météo-France en novembre 2022.
| Mois                                  | jan.           | fév.           | mars           | avril         | mai             | juin          | jui.          | août           | sep.           | oct.            | nov.             | déc.             | année      |
| ------------------------------------- | -------------- | -------------- | -------------- | ------------- | --------------- | ------------- | ------------- | -------------- | -------------- | --------------- | ---------------- | ---------------- | ---------- |
| Température minimale moyenne (°C)     | 1,7            | 1,4            | 3,3            | 5,3           | 9               | 12,1          | 14,1          | 13,8           | 10,5           | 8,2             | 4,6              | 2,3              | 7,2        |
| Température moyenne (°C)              | 4,5            | 5,1            | 8,2            | 11            | 14,7            | 18,1          | 20,4          | 20,1           | 16,4           | 12,6            | 7,9              | 5                | 12         |
| Température maximale moyenne (°C)     | 7,3            | 8,8            | 13             | 16,7          | 20,4            | 24            | 26,7          | 26,5           | 22,2           | 17              | 11,1             | 7,8              | 16,8       |
| Record de froid (°C) date du record   | −13,3 08.01.10 | −13,4 07.02.12 | −11,7 01.03.05 | −4,6 06.04.21 | −0,9 05.05.1996 | 2 04.06.01    | 6,1 03.07.11  | 4,4 29.08.1993 | 0,5 30.09.1995 | −4,7 30.10.1997 | −10,9 24.11.1998 | −12,1 31.12.1996 | −13,4 2012 |
| Record de chaleur (°C) date du record | 17 01.01.23    | 21,6 27.02.19  | 26,8 31.03.21  | 29,2 20.04.18 | 32,9 28.05.17   | 38,7 18.06.22 | 42,5 25.07.19 | 41,1 06.08.03  | 35,9 08.09.23  | 29,9 02.10.23   | 23,4 07.11.15    | 17,9 07.12.00    | 42,5 2019  |
| Précipitations (mm)                   | 52             | 50             | 49,1           | 53,2          | 63,4            | 59,1          | 54,3          | 57,5           | 54,9           | 67,8            | 64               | 65               | 690,3      |

### Milieux naturels et biodiversité

#### Espaces protégés
La protection réglementaire est le mode d’intervention le plus fort pour préserver des espaces naturels remarquables et leur biodiversité associée.
La réserve de biosphère « Fontainebleau et Gâtinais », zone centrale et zone de transition, est un espace protégé créé en 1998 et d'une superficie totale de 150 544 ha (46 056 ha pour la zone centrale). Cette réserve de biosphère, d'une grande biodiversité, comprend trois grands ensembles : une grande moitié ouest à dominante agricole, l’emblématique forêt de Fontainebleau au centre, et le Val de Seine à l’est. La structure de coordination est l'Association de la Réserve de biosphère de Fontainebleau et du Gâtinais, qui comprend un conseil scientifique et un Conseil Education, unique parmi les Réserves de biosphère françaises,,.

#### Réseau Natura 2000

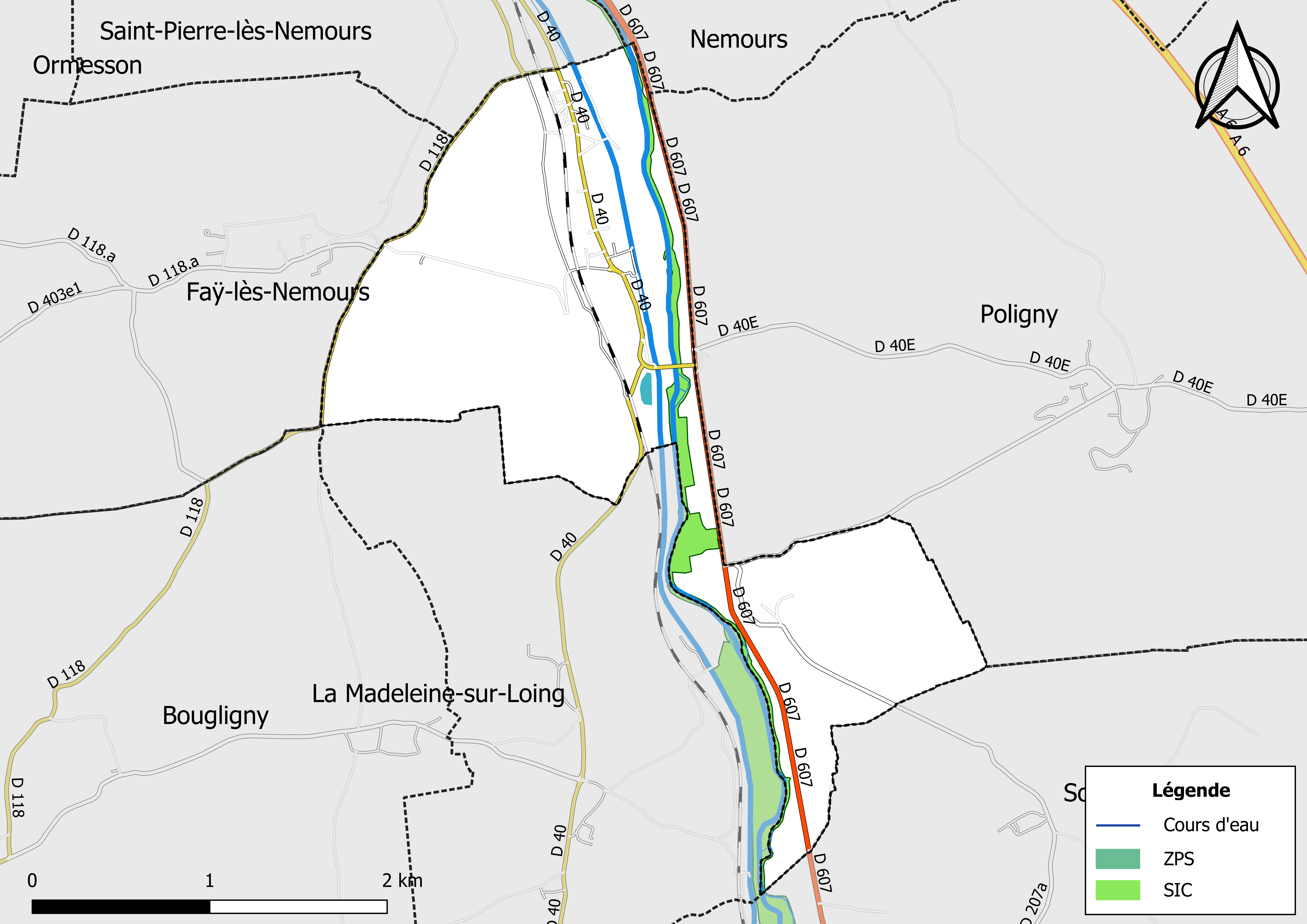
Sites Natura 2000 sur le territoire communal.

Le réseau Natura 2000 est un réseau écologique européen de sites naturels d’intérêt écologique élaboré à partir des Directives « Habitats » et « Oiseaux ». Ce réseau est constitué de Zones spéciales de conservation (ZSC) et de Zones de protection spéciale (ZPS). Dans les zones de ce réseau, les États Membres s'engagent à maintenir dans un état de conservation favorable les types d'habitats et d'espèces concernés, par le biais de mesures réglementaires, administratives ou contractuelles.
Un site Natura 2000 a été défini sur la commune au titre de la « directive Habitats » : 
- les « Rivières du Loing et du Lunain », d'une superficie de 400 ha, deux vallées de qualité remarquable pour la région Île-de-France accueillant des populations piscicoles diversifiées dont le Chabot, la Lamproie de Planer, la Loche de Rivière et la Bouvière[32],[33] ;

#### Zones naturelles d'intérêt écologique, faunistique et floristique
L’inventaire des zones naturelles d'intérêt écologique, faunistique et floristique (ZNIEFF) a pour objectif de réaliser une couverture des zones les plus intéressantes sur le plan écologique, essentiellement dans la perspective d’améliorer la connaissance du patrimoine naturel national et de fournir aux différents décideurs un outil d’aide à la prise en compte de l’environnement dans l’aménagement du territoire.
Le territoire communal de Bagneaux-sur-Loing comprend une ZNIEFF de type 1,, 
le « Marais de Glandelles » (4,89 ha), et un ZNIEFF de type 2,, 
la « vallée du Loing entre Nemours et Dordives » (1 059,63 ha), couvrant 7 communes dont 1 dans le Loiret et 6 en Seine-et-Marne.

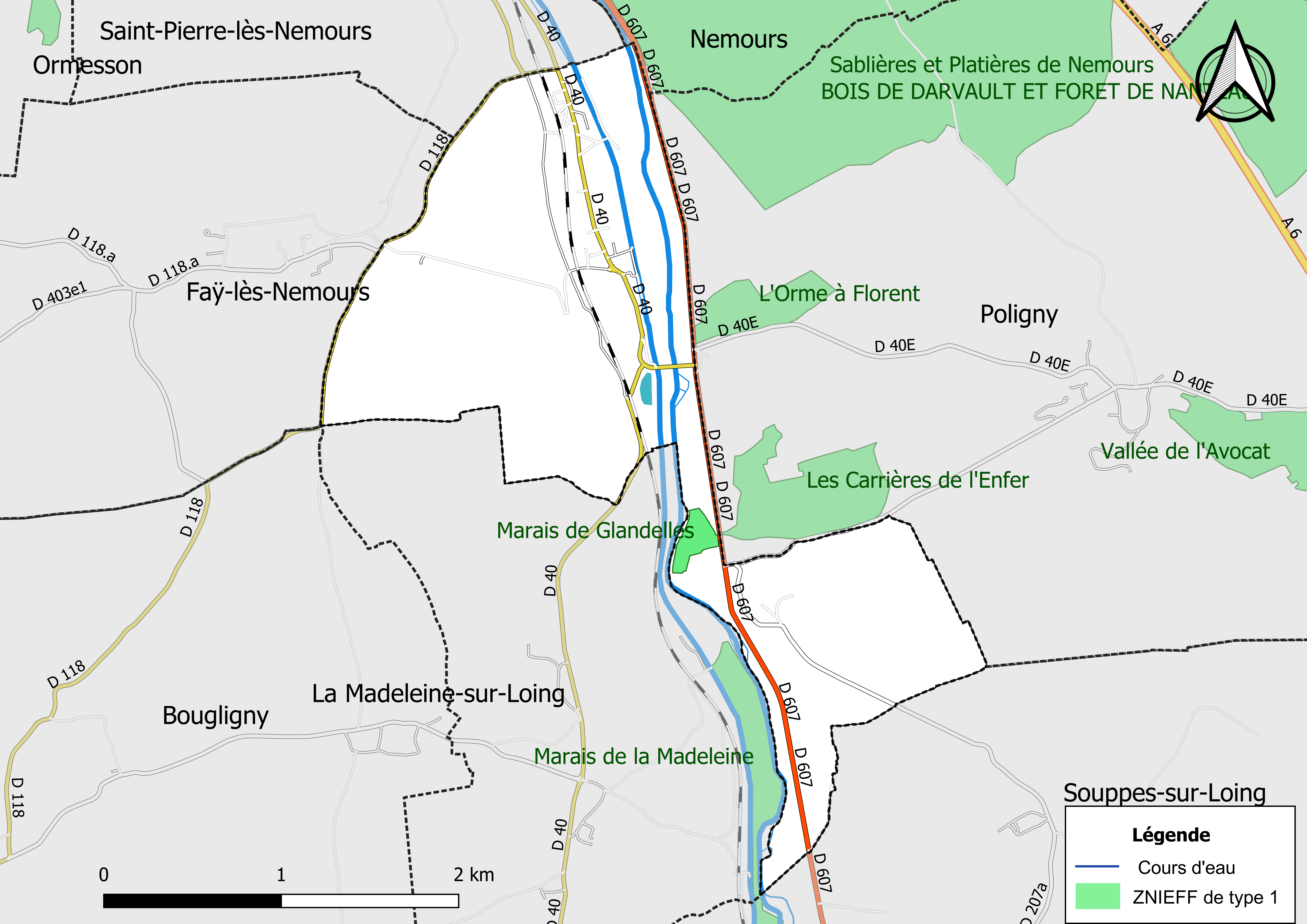
Carte des ZNIEFF de type 1 de la commune.
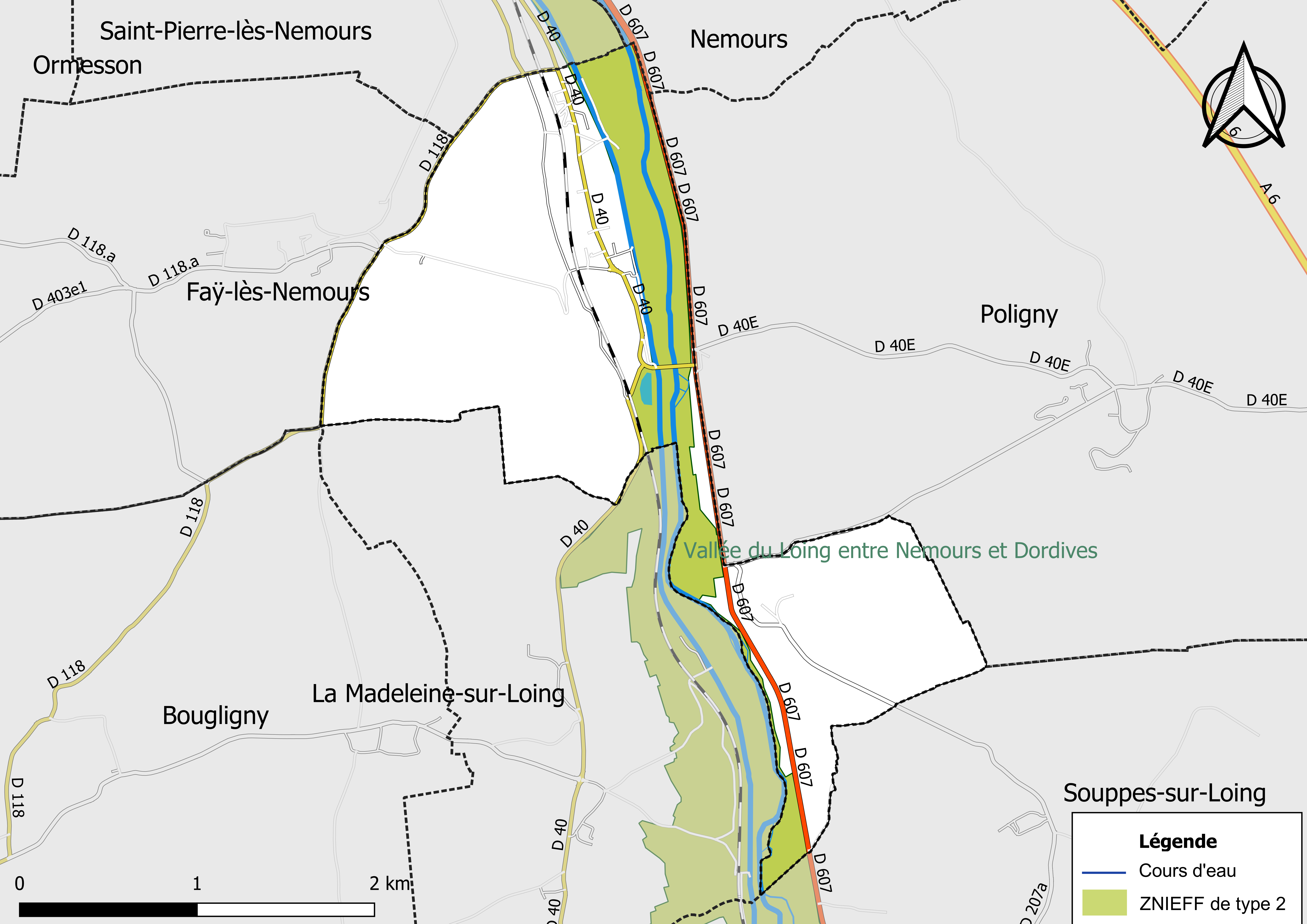
Carte des ZNIEFF de type 2 de la commune.

## Urbanisme

### Typologie
Au 1er janvier 2024, Bagneaux-sur-Loing est catégorisée ceinture urbaine, selon la nouvelle grille communale de densité à sept niveaux définie par l'Insee en 2022.
Elle appartient à l'unité urbaine de Nemours, une agglomération intra-départementale regroupant quatre  communes, dont elle est une commune de la banlieue,,. Par ailleurs la commune fait partie de l'aire d'attraction de Paris, dont elle est une commune de la couronne,. Cette aire regroupe 1 929 communes,.

### Occupation des sols
L'occupation des sols de la commune, telle qu'elle ressort de la base de données européenne d’occupation biophysique des sols Corine Land Cover (CLC), est marquée par l'importance des territoires agricoles (54 % en 2018), en diminution par rapport à 1990 (55,1 %). La répartition détaillée en 2018 est la suivante : 
terres arables (43,13 %), 
forêts (27,95 %), 
zones industrielles ou commerciales et réseaux de communication (18,06 %), 
zones agricoles hétérogènes (10,86 %).
| Type d’occupation | 1990      | 1990    | 2018      | 2018    | Bilan    |
| --- | --------- | ------- | --------- | ------- | -------- |
| Territoires artificialisés (zones urbanisées, zones industrielles ou commerciales et réseaux de communication, mines, décharges et chantiers, espaces verts artificialisés ou non agricoles) | 86,09 ha  | 16,17 % | 96,18 ha  | 18,06 % | 10,09 ha |
| Territoires agricoles (terres arables, cultures permanentes, cultures permanentes, zones agricoles hétérogènes)                                                                              | 293,65 ha | 55,14 % | 287,54 ha | 53,99 % | −6,11 ha |
| Forêts et milieux semi-naturels (forêts, milieux à végétation arbustive et/ou herbacée, cultures permanentes, zones agricoles hétérogènes, espaces ouverts sans ou avec peu de végétation)   | 152,84 ha | 28,70 % | 148,86 ha | 27,95 % | −3,98 ha |

Parallèlement, L'Institut Paris Région, agence d'urbanisme de la région Île-de-France, a mis en place un inventaire numérique de l'occupation du sol de l'Île-de-France, dénommé le MOS (Mode d'occupation du sol), actualisé régulièrement depuis sa première édition en 1982. Réalisé à partir de photos aériennes, le Mos distingue les espaces naturels, agricoles et forestiers mais aussi les espaces urbains (habitat, infrastructures, équipements, activités économiques, etc.) selon une classification pouvant aller jusqu'à 81 postes, différente de celle de Corine Land Cover,,. L'Institut met également à disposition des outils permettant de visualiser par photo aérienne l'évolution de l'occupation des sols de la commune entre 1949 et 2018.

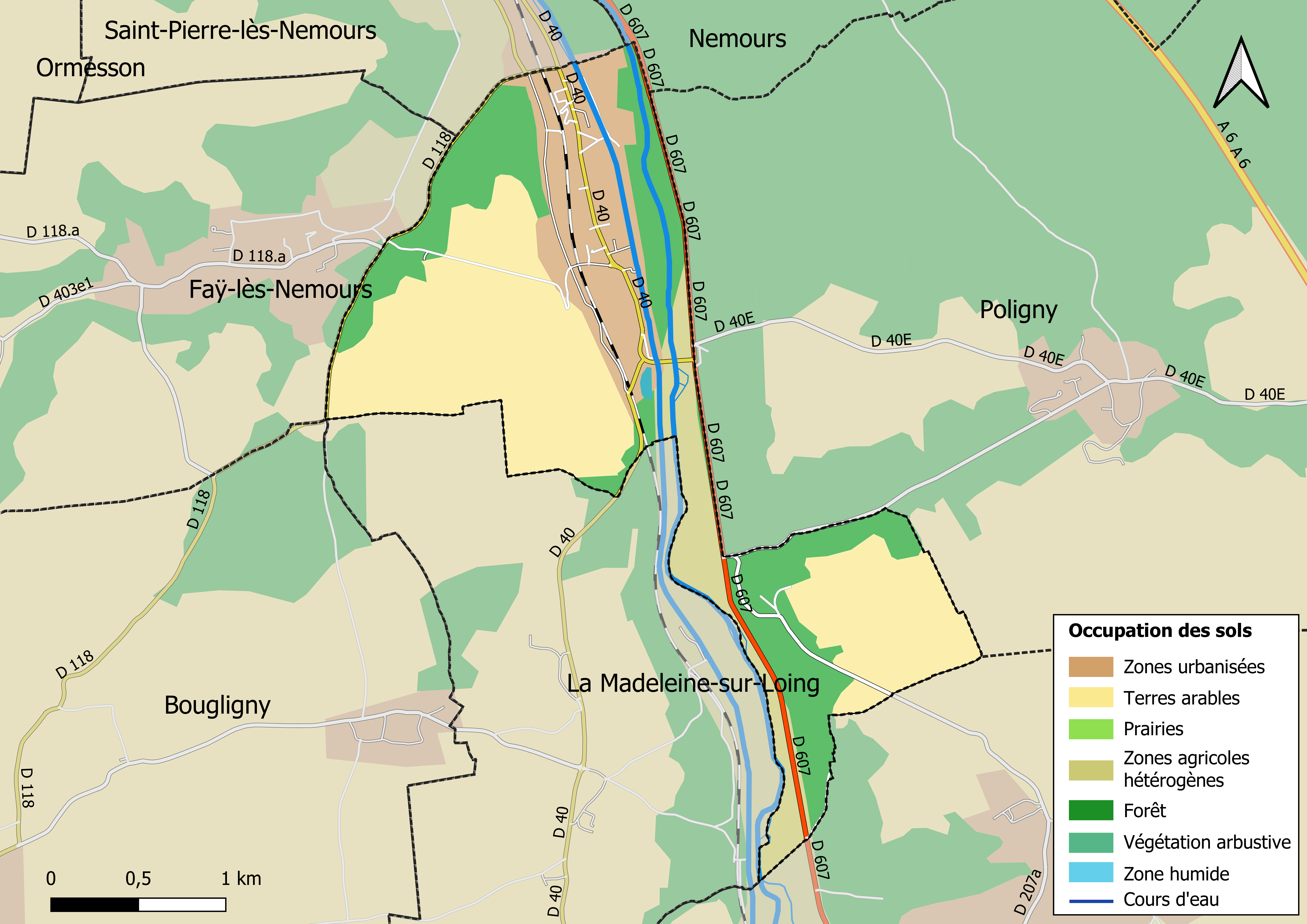
Carte des infrastructures et de l'occupation des sols en 2018 (CLC) de la commune.
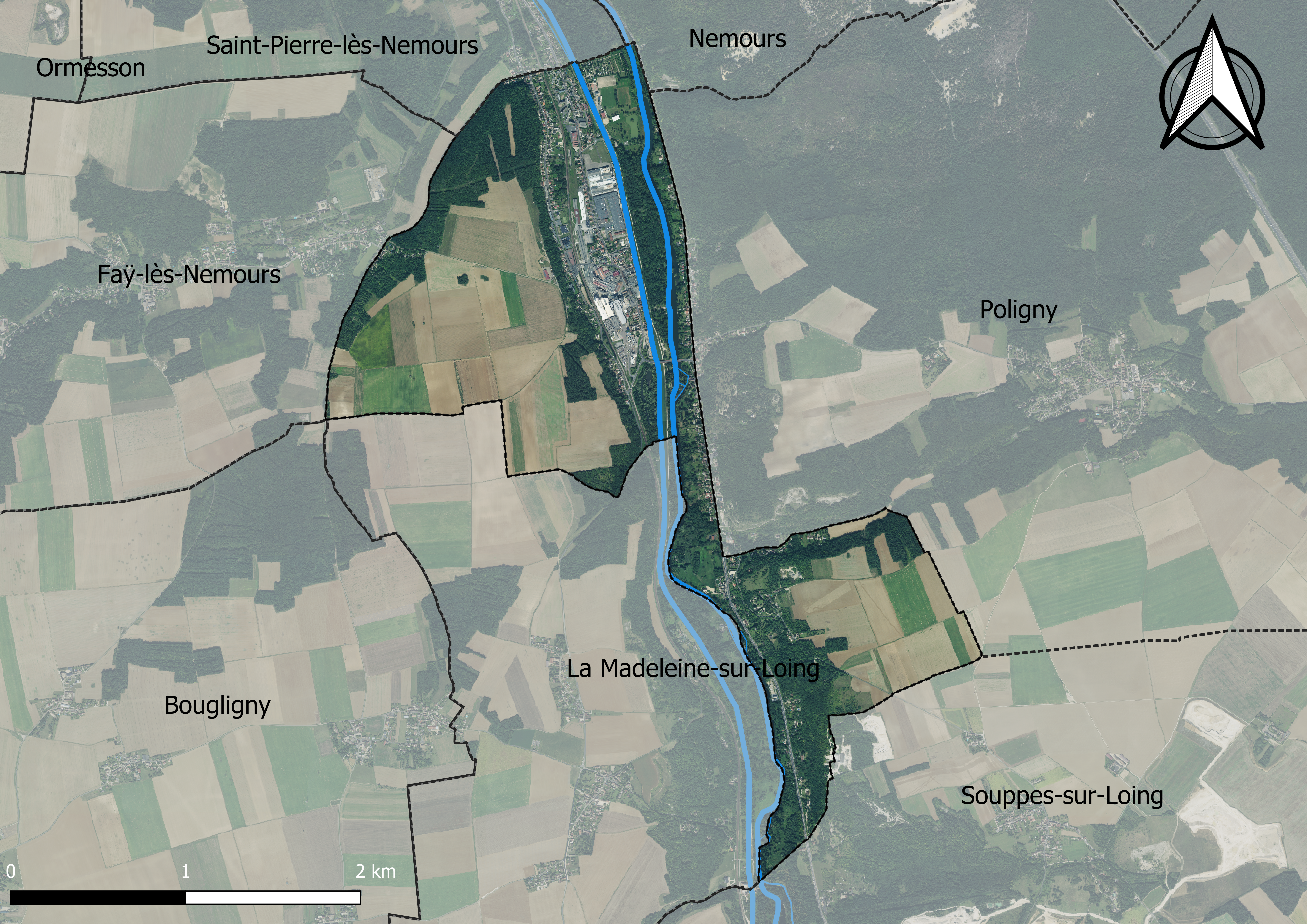
Carte orhophotogrammétrique de la commune.

### Planification
La loi SRU du 13 décembre 2000 a incité les communes à se regrouper au sein d’un établissement public, pour déterminer les partis d’aménagement de l’espace au sein d’un SCoT, un document d’orientation stratégique des politiques publiques à une grande échelle et à un horizon de 20 ans et s'imposant aux documents d'urbanisme locaux, les PLU (Plan local d'urbanisme). La commune est dans le territoire du SCOT Nemours Gâtinais, approuvé le 5 juin 2015 et porté par le syndicat mixte d’études et de programmation (SMEP) Nemours-Gâtinais.
La commune, en 2019, avait engagé l'élaboration d'un plan local d'urbanisme.

### Lieux-dits et écarts

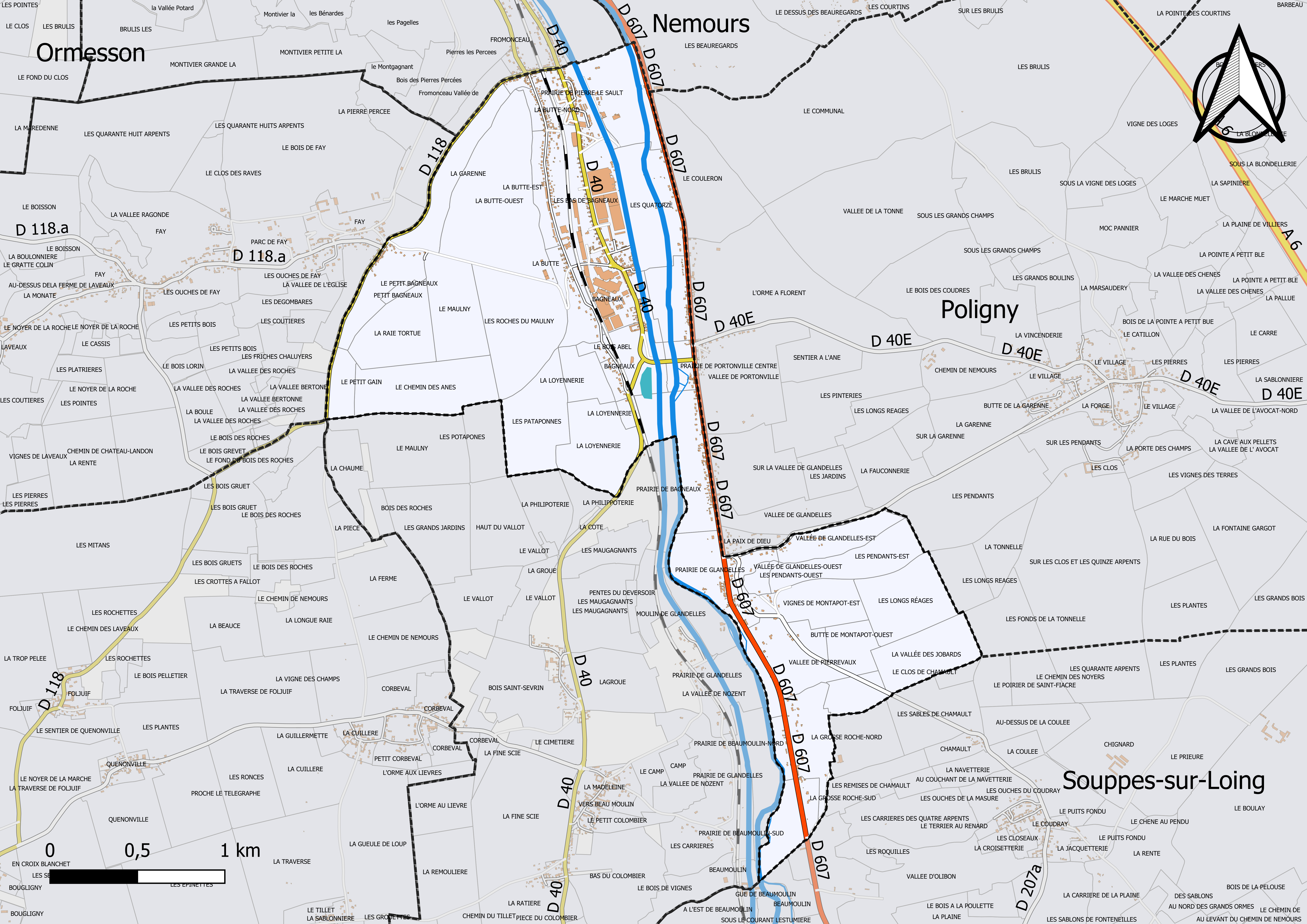
Carte du cadastre de la commune de Bagneaux-sur-Loing.

La commune compte 39 lieux-dits administratifs répertoriés consultables ici (source : le fichier Fantoir) dont Portonville, Glandelles (partagés avec Poligny), le Petit Bagneaux-sur-Loing.

### Logement
En 2016, le nombre total de logements dans la commune était de 781, dont 57,9 % de maisons et 41,1 % d'appartements.
Parmi ces logements, 91,5 % étaient des résidences principales, 2,4 % des résidences secondaires et 6 % des logements vacants.
La part des ménages fiscaux propriétaires de leur résidence principale s'élevait à 49,6 % contre 49,5 % de locataires,, dont 42 % de logements HLM loués vides (logements sociaux) et 1 % logés gratuitement.

### Voies de communication et transports

#### Voies de communication
La ligne de chemin de fer de Moret - Veneux-les-Sablons à Lyon-Perrache traverse du nord au sud le territoire de la commune.
Plusieurs routes départementales relient Bagneaux-sur-Loing aux communes voisines :
- la D 40, à Saint-Pierre-lès-Nemours, au nord ; à La Madeleine-sur-Loing, au sud ;
- la D 40e, à Poligny, à l'est ;
- la D 108a, à Faÿ-les-Nemours, à l'ouest ;
- la D 607 (ancienne route nationale 7), à Nemours et Saint-Pierre-lès-Nemours, au nord ; Souppes-sur-Loing , au sud.

La rivière le Loing et le canal du Loing traversent la commune du sud au nord.

#### Transports

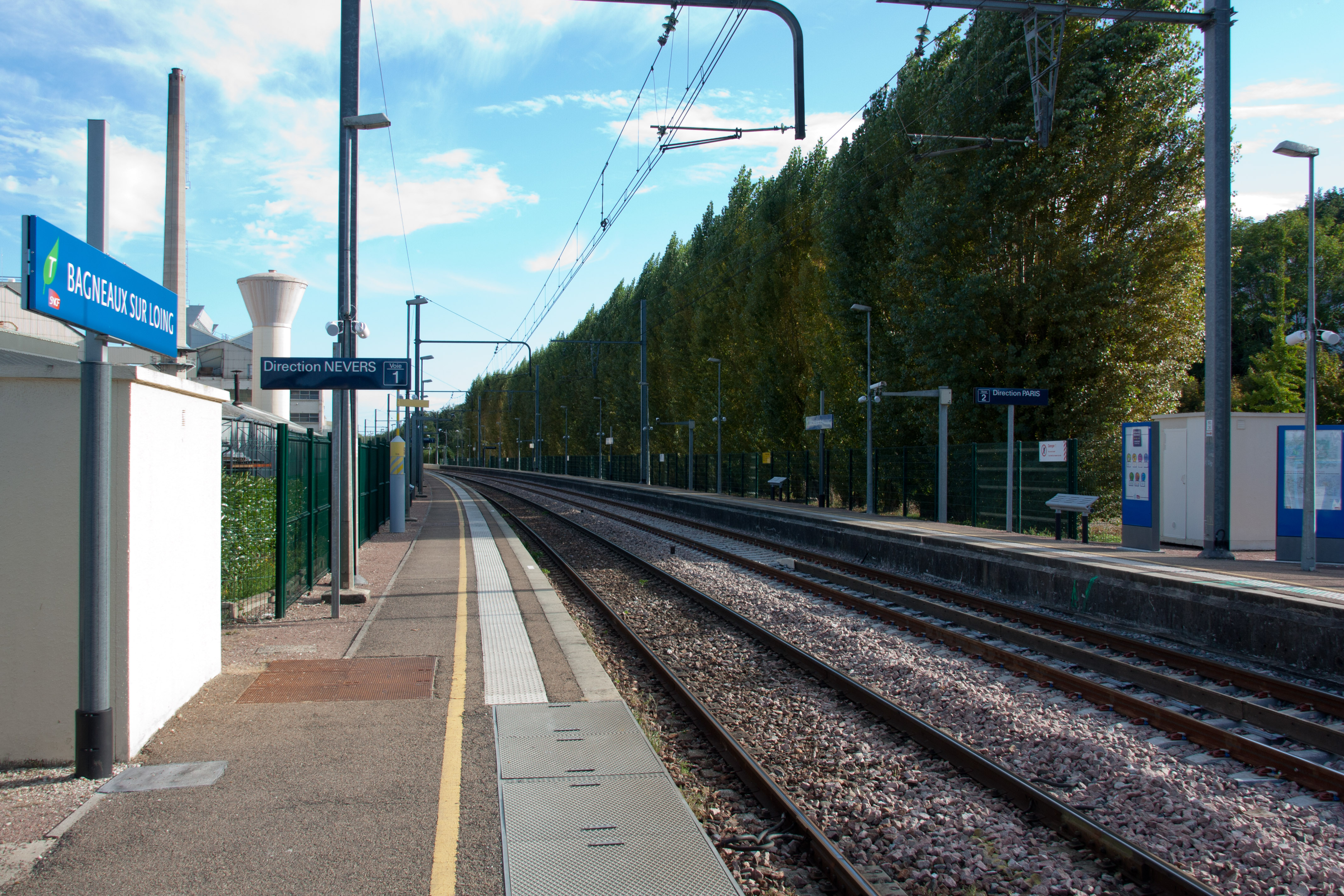
La gare de Bagneaux-sur-Loing.

La gare de Bagneaux-sur-Loing est desservie par les trains de la ligne R du réseau Transilien qui effectuent les liaisons Paris - Montargis.
Bagneaux-sur-Loing est desservie par plusieurs lignes du réseau de bus Vallée du Loing - Nemours :
- la ligne 1, qui relie en bouche Saint-Pierre-lès-Nemours à Saint-Pierre-lès-Nemours ;
- la ligne 11A, qui relie  Souppes-sur-Loing à Nemours ;
- la ligne 11B, qui relie  Château-Landon à Nemours ;
- la ligne 11C, qui relie  Souppes-sur-Loing à Nemours ;
- la ligne 12, qui relie  Château-Landon à Nemours ;
- la ligne 13B, qui relie  Faÿ-lès-Nemours à Saint-Pierre-lès-Nemours ;
- la ligne 17B, qui relie  Souppes-sur-Loing à Héricy ;
- la ligne 34, qui relie Château-Landon à Melun.

## Toponymie
Le nom de la localité est mentionné dans les textes pour la 1re fois en 872 sous la forme Baniolum in pago Senonico en 872,.
Du latin balneum qui signifie « lieux de baignade », « lieux fréquemment inondés »(par le Loing).
Bagneaux prend le nom de Bagneaux-sur-Loing par décret du 11 novembre 1911.

## Histoire

### Histoire verrière
- Si vous ne connaissez pas le sujet, laissez ce bandeau (vous pouvez alors contacter les auteurs).
- Si vous supprimez le contenu mis en cause (vous pouvez préalablement contacter les auteurs),

argumentez précisément cette suppression dans la page de discussion
(un manque de référence n'est pas un argument ; une recherche réelle de référence doit avoir été effectuée, être formellement documentée).
Les sables de la forêt de Fontainebleau servirent, dès le XVIIIe siècle, en particulier sur plusieurs sites à la fabrication de verre ordinaire. En 1751, une verrerie royale de Bagneaux est autorisée. Elle s'implante dans les années qui suivent. Une importante verrerie, essentiellement gobeleterie et bouteillerie, mais aussi productrice de verre plat, installée à Bagneaux, regroupe rapidement une fraction de ces anciennes activités au XIXe siècle. L'État favorise son rachat par le conglomérat verrier et chimique Saint-Gobain, partenaire du complexe militaro-industriel naissant, en 1915. Cet acteur industriel majeur réoriente la production et développe une activité de verrerie spécialisée pour lunettes, plus lucrative, pendant la Grande Guerre.
Dès 1922, l'usine principale de Bagneaux produit sous licence américaine du pyrex que plusieurs générations de verriers vont mettre en forme, bien souvent au chalumeau, pour l'industrie chimique, puis radioélectrique, sans oublier les laboratoires. La science apprécie follement ce matériau à faible dilatation thermique (trois fois inférieur au verre ordinaire), à bonne résistance thermique et susceptible de trempe dans certains conditions. À partir de la matière vitreuse technique extraite des fours, les nombreux ouvriers verriers y fabriquent des plaques, tiges et tubes de toutes tailles, livrés tels quels et mis en forme par les laborantins ou les verriers d'entreprise, mais aussi de la verrerie de laboratoire, de simples récipients aux dosimètres calibrés, des petits réacteurs ou calorimètres au gros réacteurs-cuves en verre des laboratoires pilote du génie chimique. Au cours des années 1920, la demande des tubes et ampoules de radiodiffusion amène une mécanisation importante des procédés qui s'étend après 1930 aux menues fabrications verrières, qui concernent aussi les arts culinaires, des vases de décoration aux plats, casseroles ou terrines de cuisson en verre. Cette mécanisation entraîne déjà une réduction importante des effectifs. La croissance du chômage local, joint à une natalité moribonde typique de l'entre-deux-guerres, explique la stagnation démographique, puis la lente décroissante de la modeste bourgade industrielle. Les cités ouvrières n'accueillent bien qu'une population, maintenue dans la précarité et autant itinérantes qu'étrangères au lieu.
Mais un peu avant et au cours des années 1950, la demande de produits verriers en pyrex croît au point que les unités de production et de transformation verrière sont obligées de recruter les artisans verriers de la grande région parisienne, en leur offrant de bons salaires et des possibilités d'accessibilité à des logements individuels confortables, en dehors des cités ouvrières surpeuplées. La population communale double en une décennie, grâce à l'installation des familles de ces ouvriers spécialisés, qui renforcent la reprise de la natalité locale dès 1943. L'essor de la télévision appelle la fabrication verrière de tube cathodique. Les années 1960 marquent l'apogée des productions à usage scientifique et technologiques et le début du déclin. Les trois principaux sites industriels de Bagneaux, monopole de la Sovirel ou Société industriel des verreries réunies du Loing, commencent à subir la concurrence des multiples produits de plasturgie et de la chimie des polymères, d'autres matériaux concurrents du verre industriel, comme les métaux comme l'acier inox, l'aluminium, ou les céramiques techniques. Au cours des années 1970, la demande des sciences s'étiole. En 1975, profitant de la faiblesse de cette branche verrière en décroissance rapide, la filiale française de la multinationale américaine Corning rachète les trois sites en 1975, avant de mettre fin à nombre d'activités en déclin en 1979 en dépeçant, puis revendant deux des sites.
Le groupe Thomson, arrivant sur Bagneaux après son rachat l'ancienne usine C ou Sovirel 3, perfectionne une remarquable activité verrière de production de tubes cathodiques, qu'il doit néanmoins arrêter à la fin des années 1990. Une ultime tentative d'installation sur le site abandonné, d'une unité de montage de pare-brise et de verres latéraux de sécurité pour l'industrie automobile échoue en 2005. Alors que les grandes sablières de Fontainebleau et de Nemours exportaient encore dans les années 1980 leurs sables renommés vers des sites de production aussi éloignés que la Pologne, il ne reste plus de production verrière locale de haute technicité, si on met à part à part l'unité de production de verre plat SNC Keraglass.
La chute de la population de Bagneaux-sur-Loing, en relation avec la déprise industrielle, dépasse le tiers, de la seconde partie des années 1960 au début des années 1980. Mais, sans l'apport des hommes du verre, bien souvent devenus de paisibles retraités bien souvent après une reconversion professionnelle, et de leurs descendances, elle n'aurait assurément jamais accédé au statut de petite ville, de plus de 1 500 habitants.

## Politique et administration

### Liste des maires
| Période                                  | Période                       | Identité     | Étiquette | Qualité |
| ---------------------------------------- | ----------------------------- | ------------ | --------- | --- |
| Les données manquantes sont à compléter. |                               |              |           | |
| 2001                                     | En cours (au 2 novembre 2020) | Claude Jamet | DVG       | Agent de maîtrise Conseiller général du canton de Nemours (2011 → 2015) Président de la CC Pays de Nemours (2009 → 2014) Vice-président délégué de la CC Pays de Nemours (2020 → ) Réélu pour le mandat 2020-2026, |

## Équipements et services

### Eau et assainissement
L’organisation de la distribution de l’eau potable, de la collecte et du traitement des eaux usées et pluviales relève des communes. La loi NOTRe de 2015 a accru le rôle des EPCI à fiscalité propre en leur transférant cette compétence. Ce transfert devait en principe être effectif au 1er janvier 2020, mais la loi Ferrand-Fesneau du 3 août 2018 a introduit la possibilité d’un report de ce transfert au 1er janvier 2026,.

#### Assainissement des eaux usées
En 2020, la gestion du service d'assainissement collectif de la commune de Bagneaux-sur-Loing est assurée par le SIAEP de Nemours, Saint-Pierre pour la collecte, le transport et la dépollution. Ce service est géré en délégation par une entreprise privée, dont le contrat arrive à échéance le 31 décembre 2028,,.
L’assainissement non collectif (ANC) désigne les installations individuelles de traitement des eaux domestiques qui ne sont pas desservies par un réseau public de collecte des eaux usées et qui doivent en conséquence traiter elles-mêmes leurs eaux usées avant de les rejeter dans le milieu naturel. Le SIAEP de Nemours, Saint-Pierre assure pour le compte de la commune le service public d'assainissement non collectif (SPANC), qui a pour mission de vérifier la bonne exécution des travaux de réalisation et de réhabilitation, ainsi que le bon fonctionnement et l’entretien des installations. Cette prestation est déléguée à la SAUR, dont le contrat arrive à échéance le 31 décembre 2028,.

#### Eau potable
En 2020, l'alimentation en eau potable est assurée par le SIAEP de Nemours, Saint-Pierre qui en a délégué la gestion à la SAUR, dont le contrat expire le 31 décembre 2027,.
Les nappes de Beauce et du Champigny sont classées en zone de répartition des eaux (ZRE), signifiant un déséquilibre entre les besoins en eau et la ressource disponible. Le changement climatique est susceptible d’aggraver ce déséquilibre. Ainsi afin de renforcer la garantie d’une distribution d’une eau de qualité en permanence sur le territoire du département, le troisième Plan départemental de l’eau signé, le 3 octobre 2017, contient un plan d’actions afin d’assurer avec priorisation la sécurisation de l’alimentation en eau potable des Seine-et-Marnais. À cette fin a été préparé et publié en décembre 2020 un schéma départemental d’alimentation en eau potable de secours dans lequel huit secteurs prioritaires sont définis. La commune fait partie du secteur Beauce.

## Population et société

### Démographie
L'évolution du nombre d'habitants est connue à travers les recensements de la population effectués dans la commune depuis 1793. Pour les communes de moins de 10 000 habitants, une enquête de recensement portant sur toute la population est réalisée tous les cinq ans, les populations de référence des années intermédiaires étant quant à elles estimées par interpolation ou extrapolation. Pour la commune, le premier recensement exhaustif entrant dans le cadre du nouveau dispositif a été réalisé en 2004.

En 2022, la commune comptait 1 582 habitants, en évolution de −6,17 % par rapport à 2016 (Seine-et-Marne : +3,92 %, France hors Mayotte : +2,11 %).
| 1793 | 1800 | 1806 | 1821 | 1831 | 1836 | 1841 | 1846 | 1851 |
| ---- | ---- | ---- | ---- | ---- | ---- | ---- | ---- | ---- |
| 129  | 137  | 110  | 252  | 217  | 256  | 319  | 413  | 509  |

| 1856 | 1861 | 1866 | 1872 | 1876 | 1881 | 1886 | 1891 | 1896 |
| ---- | ---- | ---- | ---- | ---- | ---- | ---- | ---- | ---- |
| 550  | 470  | 440  | 505  | 482  | 475  | 475  | 491  | 458  |

| 1901 | 1906 | 1911 | 1921 | 1926 | 1931 | 1936 | 1946 | 1954  |
| ---- | ---- | ---- | ---- | ---- | ---- | ---- | ---- | ----- |
| 433  | 467  | 480  | 604  | 880  | 952  | 963  | 935  | 1 155 |

| 1962  | 1968  | 1975  | 1982  | 1990  | 1999  | 2004  | 2006  | 2009  |
| ----- | ----- | ----- | ----- | ----- | ----- | ----- | ----- | ----- |
| 2 178 | 2 058 | 1 659 | 1 439 | 1 516 | 1 595 | 1 570 | 1 564 | 1 686 |

| 2014  | 2019  | 2022  | - | - | - | - | - | - |
| ----- | ----- | ----- | - | - | - | - | - | - |
| 1 688 | 1 623 | 1 582 | - | - | - | - | - | - |

## Économie
- 22 artisans et commerçants.

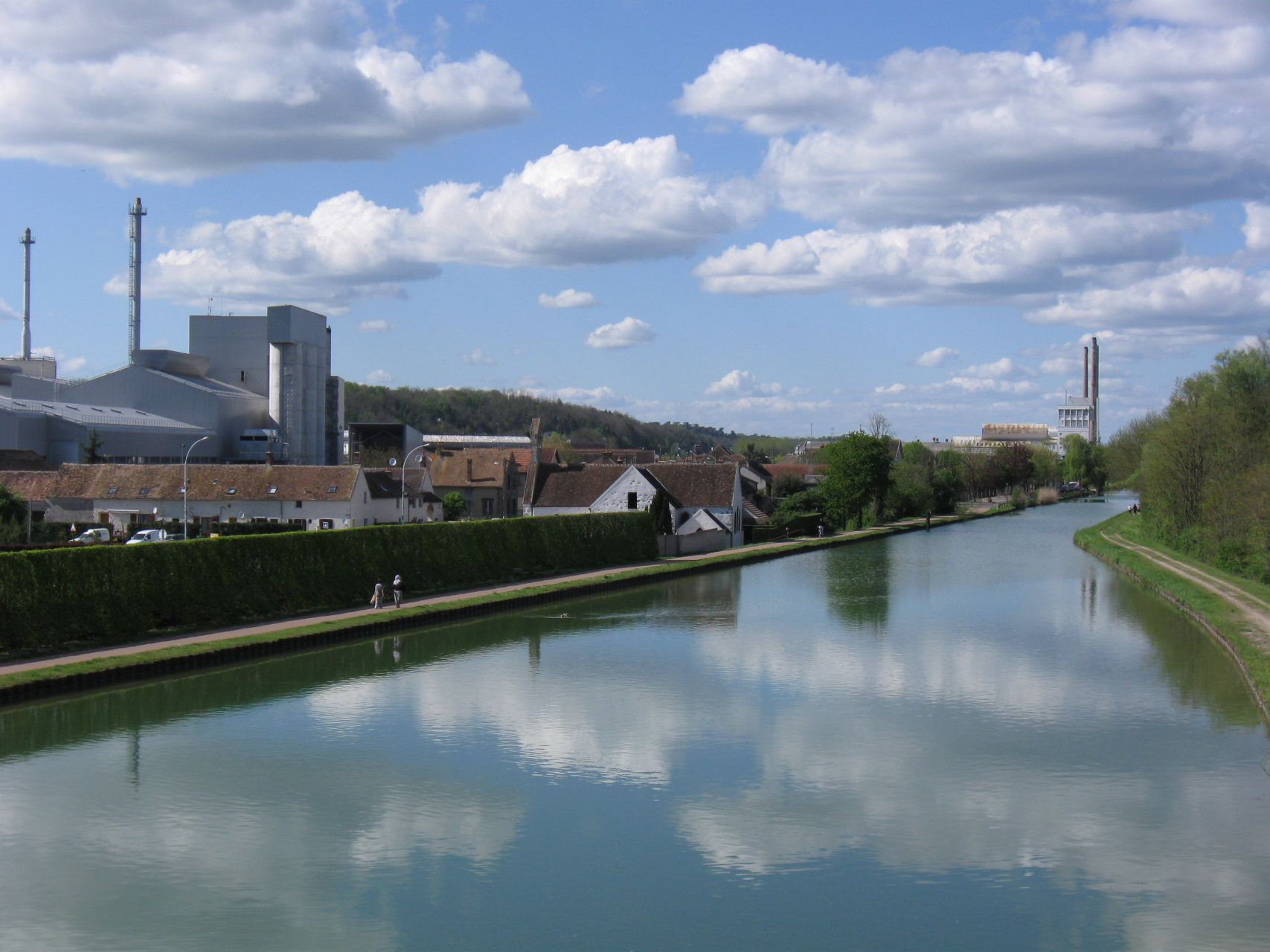
Le site industriel de Bagneaux-sur-Loing.

- Entreprises : Corning, Keraglass, Smurfit Kappa.
- Carrières, sablières.

### Revenus de la population et fiscalité
En 2018, le nombre de ménages fiscaux de la commune était de 700, représentant 1608 personnes et la  médiane du revenu disponible par unité de consommation  de 20 620 euros.

### Emploi
En 2017 , le nombre total d’emplois dans la zone était de 691, occupant 682 actifs  résidants.
Le taux d'activité de la population (actifs ayant un emploi) âgée de 15 à 64 ans s'élevait à 63,4 % contre un taux de chômage de 13,7 %.
Les 22,9 % d’inactifs se répartissent de la façon suivante : 7,2 % d’étudiants et stagiaires non rémunérés, 6,5 % de retraités ou préretraités et 9,2 % pour les autres inactifs.

### Entreprises et commerces
En 2018, le nombre d'établissements actifs était de 69 dont 7 dans l’industrie manufacturière, industries extractives et autres, 15 dans la construction, 21 dans le commerce de gros et de détail, transports, hébergement et restauration, 5 dans les activités financières et d'assurance, 5 dans les activités spécialisées, scientifiques et techniques et activités de services administratifs et de soutien, 9 dans l’administration publique, enseignement, santé humaine et action sociale et 7  étaient relatifs aux autres activités de services.
En 2019, 12 entreprises individuelles ont été créées sur le territoire de la commune.
Au 1er janvier 2020, la commune ne disposait pas d’hôtel et de terrain de camping.

## Culture locale et patrimoine

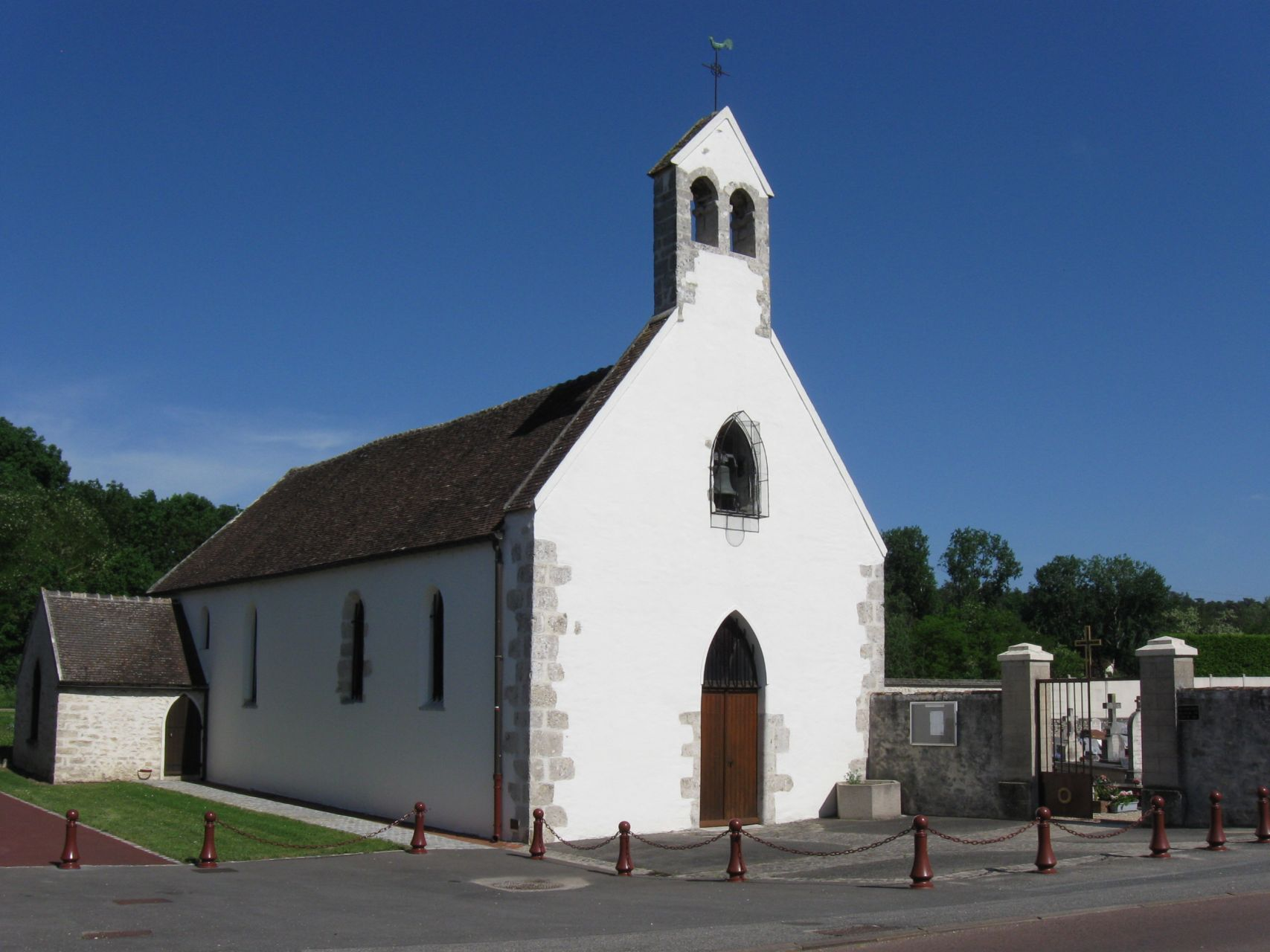
Église Saint-Léonard de Bagneaux-sur-Loing.

### Lieux et monuments
- Église Saint-Léonard (XVIIe siècle).
- La maison des Verriers (ex-église Notre-Dame-des-Verreries construite en 1969 et désacralisée en 2010).
- Les restes de la chapelle Saint-Thibault à Glandelles.
- Les rives du canal du Loing.

### Personnalités liées à la commune
C'est dans cette petite ville que Joseph Samson est né le 22 mars 1888. Il deviendra un des plus grands maîtres de chapelle du XXe siècle en France, particulièrement à Dijon où il dirige la Maîtrise pendant 27 ans. Il était aussi compositeur et écrivain.

### Héraldique, devise et logotype
| Armes de Bagneaux-sur-Loing | Les armes de Bagneaux-sur-Loing se blasonnent ainsi : D’or à la couronne dentée de sable enflammée en chef de gueules, chargée d’une cornue d’argent, accostée de deux abeilles ouvrières volant de gueules, soutenues chacune par une quintefeuille de sinople, le tout accompagné en pointe de jumelles ondées du même, à la demi-roue de moulin de sable issant de la jumelle de pointe de la jumelle et brochant sur l'autre, les jumelles accompagnées en chef et pointe de deux divises de sable. |

### Témoignage du labeur ouvrier aux verreries de Bagneaux-sur-Loing
Le film documentaire Le dernier souffle, réalisé en 2014 par Florian Debu, raconte l'histoire des verreries de Bagneaux-sur-Loing par le biais de témoignages de deux générations de verriers, souffleurs à la canne et au chalumeau, maître-verrier et chauffeur de four verrier. Le documentaire brièvement les fondements de l'activité verrière : ressources des sables de l'étage géologique de Nemours dans l'ancienne et vaste forêt de Fontainebleau, rôle crucial du canal du Loing, joint à diverses voies ferrées locales et régionales, et des routes. La verrerie d'art de Soisy-sur-École et le musée des métiers verriers de Dordives, mais aussi les sites abandonnés, permettent aux anciens ouvriers d'évoquer l'ancienne activité industrielle, à l'origine de la petite ville, ainsi que leurs souvenirs.
Feu d'artifice du 14 juillet
La commune de Bagneaux sur Loing est également connue depuis 1973 en Seine et Marne pour la qualité de son spectacle pyrotechnique à l'occcasion de la fête annuelle du 14 juillet qui attire jusqu'à 15 000 personnes à chaque édition,. 
Initialement tiré sur le canal du loing, il est désormais tiré sur le plan d'eau de la base de loisirs de la commune depuis 1989.  
Sa particularité est d'être préparé par Claude Jamet, depuis 1973 et actuel maire de la ville depuis 2001 et qui a suivi une formation spécifique et dédiée d'artificier,.